# SunTrust Banks

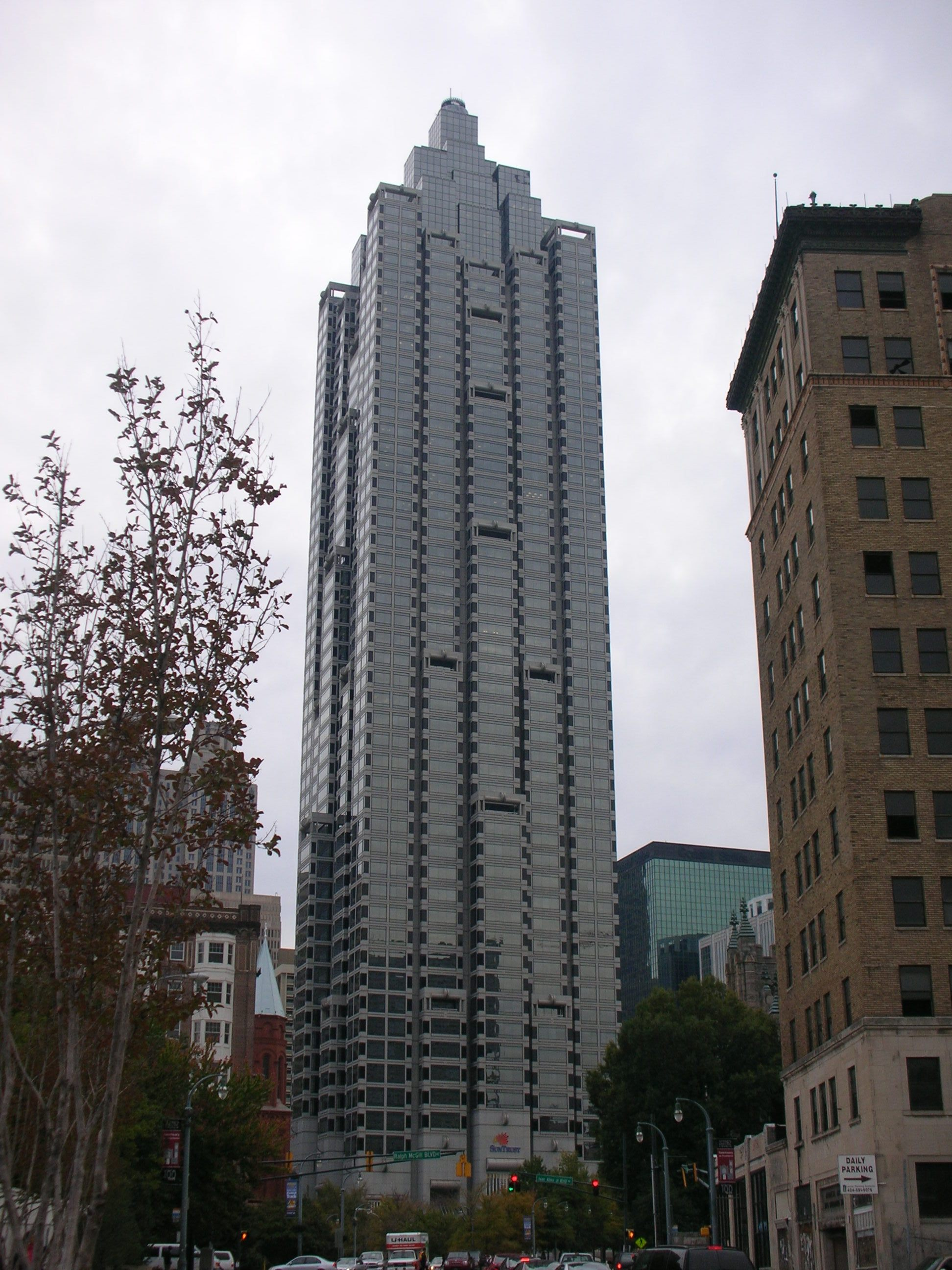
Sede do SunTrust na SunTrust Plaza em Atlanta, Geórgia.

O SunTrust Banks, Inc. (NYSE: STI) é uma instituição financeira estadunidense. Sua maior subsidiária é o SunTrust Bank. Possuía US$ 173,5 bilhões de ativos em 31 de março de 2013. O antepassado corporativo direto do SunTrust Bank foi fundado em 1891 en Atlanta, Geórgia, onde sua sede permanece. O SunTrust Bank opera cerca de 1.700 filiais nos estados sulistas, incluindo Alabama, Arkansas, Flórida, Geórgia, Maryland, Mississípi, Carolina do Norte, Carolina do Sul, Tennessee, Virgínia, Virgínia Ocidental e Washington DC.